# Рико (Верхние Пиренеи)
Рико́ (фр. Ricaud, окс. Ricau) — коммуна во Франции, находится в регионе Юг — Пиренеи. Департамент — Верхние Пиренеи. Входит в состав кантона Турне. Округ коммуны — Тарб.
Код INSEE коммуны — 65378.

## География

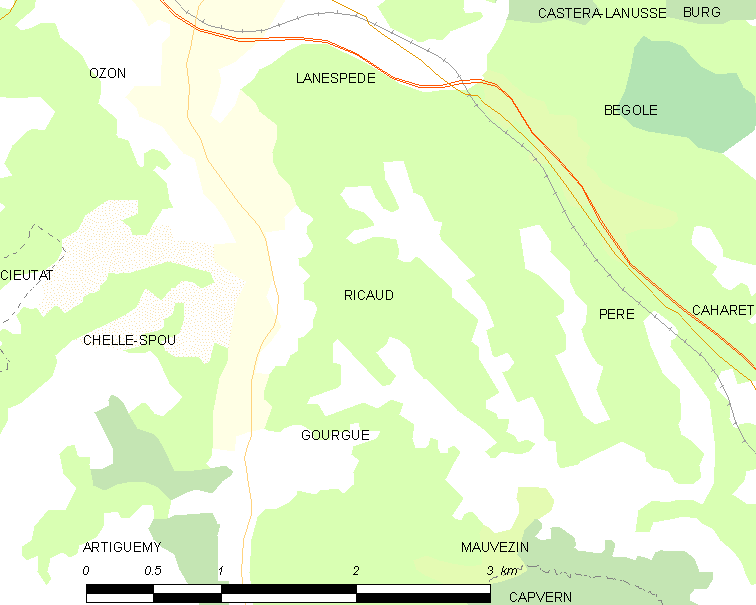
Карта коммуны

Коммуна расположена приблизительно в 660 км к югу от Парижа, в 110 км юго-западнее Тулузы, в 18 км к юго-востоку от Тарба.
По территории коммуны протекают реки Аррос и Лен.

## Климат
Климат умеренно-океанический с солнечной тёплой погодой и обильными осадками на протяжении практически всего года.

## Население
Население коммуны на 2010 год составляло 72 человека.
| 1962 | 1968 | 1975 | 1982 | 1990 | 1999 | 2010 |
| ---- | ---- | ---- | ---- | ---- | ---- | ---- |
| 86   | 81   | 79   | 66   | 62   | 54   | 72   |

## Администрация
| Период | Период | Фамилия  | Партия | Примечания |
| ------ | ------ | -------- | ------ | ---------- |
| 2001   | 2020   | Ален Пай |        |            |

## Экономика
В 2010 году среди 43 человек трудоспособного возраста (15-64 лет) 29 были экономически активными, 14 — неактивными (показатель активности — 67,4 %, в 1999 году было 82,4 %). Из 29 активных жителей работали 26 человек (14 мужчин и 12 женщин), безработных было 3 (1 мужчина и 2 женщины). Среди 14 неактивных 1 человек был учеником или студентом, 9 — пенсионерами, 4 были неактивными по другим причинам.